# Mount Beauty
Mount Beauty är en ort i Australien. Den ligger i kommunen Alpine och delstaten Victoria, omkring 230 kilometer nordost om delstatshuvudstaden Melbourne. Antalet invånare är 1 100.
Runt Mount Beauty är det mycket glesbefolkat, med 3 invånare per kvadratkilometer.. Närmaste större samhälle är Bright, omkring 19 kilometer väster om Mount Beauty. 
I omgivningarna runt Mount Beauty växer i huvudsak städsegrön lövskog. Genomsnittlig årsnederbörd är 1 512 millimeter. Den regnigaste månaden är juli, med i genomsnitt 183 mm nederbörd, och den torraste är januari, med 46 mm nederbörd.